# プリズンアイランド
プリズンアイランド（Prison Island）は、セガのビデオゲーム『ソニックシリーズ』に登場する架空の島。
『prison＝監獄』の名の如く、GUNの大規模な監獄がある。軍事基地や監獄など、かつてGUNの軍事力の拠点であったが、『ソニックアドベンチャー2』(以降SA2)でDr.エッグマンにより爆破され、壊滅させられた。現在は廃墟となっているが、未だGUNのメカが多数はびこっている。

## 主要施設
プリズンレーン (Prison Lane)　
曲がりくねった通路の脇にたくさんの監獄が設置してあるエリア。監視ロボットが多数配備されており、通路は方向感覚を失うような非常に複雑な設計になっている。最深部にはかつてプロフェッサージェラルドが幽閉され、処刑された部屋がある(SA2ではここにソニックが閉じこめられている)。
メタルハーバー (Metal Harbor)　
プリズンアイランドの海港。カモメやウミネコが多数飛び回っており非常にのびのびとしたところであるが、脇にはロケットやミサイルなどが多数設置してある。
アイアンゲート (Iron Gate) 　
ジェラルドの残したGUNの最高機密兵器『シャドウ』が保管されているセキュリティエリア。何層もの隔壁に覆われており、最深部にある最終隔壁はロケットでぶち破るような強力な衝撃を与えない限り破壊できない。
ウェポンズベッド (Weapons Bed)　
GUNの様々な戦闘兵器を置いておくための一帯。メタルハーバーの一部分にあたる。機能停止中の量産型メカ"ハンターシリーズ"や無人戦闘機"イーグルシリーズ"がたくさん置いてある。
セキュリティホール (Security Hall)　
GUNの管理する非常に数多くの金庫があるエリア。カオスエメラルドなども保存されており、一見非常に厳重なセキュリティがなされているように見えるが、実は管理がいい加減であり、そこら中に紙幣が舞っている。

## 関連施設
グリーンフォレスト(Green Forest)　
プリズンアイランド内にある森林エリア。ほとんど手がつけられておらず、様々な生物が棲息している。
ホワイトジャングル (White Jungle)　
プリズンアイランド内にあるマングローブ林エリア。いたるところにたいまつなどが飾り付けられており、古代民族が住んでいるように思わせる造りになっている。

## GUN撤退後
壊滅後は人気が無く廃墟となり、至る所に木が生え、苔が発生している。施設の随所に緑色の有毒の川が流れている。政府の極秘ディスクが数ヶ所に放置されている。

## 音楽
- Prison Lane(SA2) - This Way Out
- Metal Harbor(SA2) - That's The Way I Like It
- Green Forest(SA2) - Won't Stop,Just Go!
- Iron Gate(SA2) - Remember Me?-M.F.M
- Weapons Bed(SA2) - Crush'em_all
- Security Hall(SA2) - I'm A Spy
- White Jungle(SA2) - Rhythm And Balance
- Prison Island(SHADOW THE HEDGEHOG) - PRISON ISLAND

## 登場作品
ビデオゲーム　
- ソニックアドベンチャー2
- シャドウ・ザ・ヘッジホッグ

テレビアニメ　
- ソニックX

映画
- ソニック×シャドウ TOKYO MISSION